# Произношение GIF

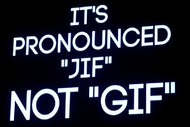
Слайд Стива Уилхайта на церемонии Webby Awards 2013 года

Произношение GIF, акронима от Graphics Interchange Format (с англ. — «Формат для обмена изображениями»), стало предметом споров начиная с 1990-х годов. В английском языке GIF обычно представляется односложным словом и произносится как о файле/ɡɪf/ (с твёрдой ɡ, «гиф») либо как о файле/dʒɪf/ (с мягкой g, «джиф»); разница между этими двумя вариантами заключается только в фонеме G. Множество общественных деятелей и учреждений заняли определённую сторону в дебатах за правильное произношение. Стив Уилхайт, создатель этого формата графических изображений, выступил на церемонии вручения наград Webby Awards 2013 года, объявив о том, что произношение с мягкой g является единственно верным. Другие указали на происхождение акронима от слова graphics с твёрдой g, чтобы привести доводы в пользу другого варианта.
Разногласия частично вызваны тем, что в английском языке не существует общего правила произношения сочетания букв gi. Твёрдая g преобладает в таких словах, как gift, тогда как мягкая g используется в других словах, таких как ginger. Кроме того, некоторые произносят GIF как инициальную аббревиатуру, то есть как о файле/dʒiː aɪ ɛf/. Английские словари обычно принимают обе основные альтернативы как правильные, и лингвистический анализ не показывает явного превосходства ни одной из них, исходя из частоты произношения похожих английских слов. Произношение аббревиатуры также может различаться на других языках, кроме английского.

## Предыстория

GIF-изображение колыбели Ньютона

Graphics Interchange Format (GIF) — формат графических изображений, разработанный в 1987 году Стивом Уилхайтом, работником американского поставщика онлайн-услуг CompuServe. GIF-файлы обычно используются для отображения коротких зацикленных анимаций. Произношение акронима GIF, обычно считающегося односложным, является предметом разногласий. Некоторые произносят слово с твёрдой g: о файле/ɡɪf/, тогда как другие с мягкой g: о файле/dʒɪf/. Реже GIF произносят как инициальную аббревиатуру, то есть проговаривают название каждой буквы: о файле/dʒiː aɪ ɛf/.
Уилхайт и команда, разработавшая формат файла, включили в технические спецификации, что аббревиатура должна произноситься с мягкой g. Там команда написала, что «разборчивые программисты выбирают… „джиф“», отсылая к рекламному слогану компании Jif, производящей арахисовое масло: «Разборчивые мамы выбирают Jif». Согласно ABC News, дебаты начались ещё в 1994 году, когда автор энциклопедии форматов изображений заявил, что «большинство людей», похоже, предпочитают твёрдое произношение g, а не предпочитаемое разработчиками формата g.

### На других языках
Во французском языке акроним обычно произносится как [ʒif] (слушать)о файле, со звонким постальвеолярным сибилянтом, как j во французском слове joie или s в английских measure и vision. В фонологии некоторых языков отсутствуют мягкие и твёрдые звуки g, аналогичные английскому языку. Например, в испанском и финском языках [ʒ] встречается только в заимствованных словах, а в некоторых диалектах арабского нет твёрдого g. На норвежском GIF произносится с твёрдой g ([ɡ]), в отличие от исконных слов, в которых сочетание gi произносится с палатальным аппроксимантом [j], как в английском слове yes.

## Анализ

### Причины
В английском языке лингвистические разногласия отчасти связаны с тем, что не существует общего правила для произношения сочетания букв gi; твёрдая g преобладает в таких словах, как gift, в то время как мягкая g используется в других словах, таких как ginger. В древнеанглийском буква g означала мягкий звук, а также согласный звук y. Если букве i предшествовала g, получался звук у. В сочетании gi буква g никогда не произносилась с мягким звуком. Твёрдая g закрепилась в английском после заселения Англии скандинавами и смешивания диалектов.
Анализ 269 английских слов, проведённый лингвистом Майклом Доу, не выявил преобладания конкретного варианта произношения g. Из 105 слов, в которых содержалось сочетание gi, в 68 использовался мягкий звук g, и только в 37 — твёрдый. Однако было обнаружено, что слова с твёрдым g значительно чаще встречаются в повседневном английском языке; сравнительно малоизвестные слова, такие как flibbertigibbet и tergiversate, произносимые с мягким g, были включены в список из 68 слов с мягким gi. Когда была принята во внимание распространённость каждого слова, было обнаружено, что твёрдая и мягкая буква g встречаются в словах с сочетанием gi почти с одинаковой частотой. Не было выявлено явного фаворита ни при использовании только слов, начинающихся на gi, ни при использовании только односложных слов, таких как gift и gin.
В своём обзоре статьи Доу канадская лингвистка Гретхен Маккаллох выдвигает теорию, что, поскольку твёрдый и мягкий g в этом контексте используются почти с одинаковой частотой, когда человек впервые сталкивается со словом GIF, он делает предположение, сродни подбрасыванию монеты, сравнивая его с другими словами, с которыми он сталкивался в интернете в прошлом. Как только у него так или иначе появляется фаворит, это мнение укрепляется, что заставляет Маккаллох прокомментировать, что это «вероятно, означает, что мы будем вести войну за произношение GIF на протяжении поколений».

### Доводы
Анализ, проведённый лингвистом Мартеном ван дер Меуленом в 2019 году, показал, что наиболее распространёнными доводами, используемыми в интернете по поводу произношения GIF, являются «системные» аргументы, которые поддерживают одну сторону дебатов, утверждая, что произношение должно вытекать из последовательных правил языка. Одним из примеров этого может быть аргумент «системного акронима»: идея о том, что, поскольку буква g в GIF обозначает слово graphics, в аббревиатуре её следует произносить с той же фонемой, что и в слове, то есть с твёрдым «g». Этот конкретный аргумент иногда сопровождается шуткой о том, что, если акроним должна произноситься с мягкой g, слово graphics должно произноситься как /ˈdʒræfɪks/ (jraphics). Опровержение этого аргумента состоит в том, что акронимы необязательно следуют произношению своих корневых слов, как например, буква u в слове scuba (о файле/ˈskuːbə/) — сокращение от self-contained underwater breathing apparatus (автономный аппарат для дыхания под водой) — произносится как /uː/, хотя исходное слово underwater произносится с /ʌ/. Аналогичное несоответствие в акрониме возникает и с NASA (National Aeronautics and Space Administration (Национальное управление по аэронавтике и исследованию космического пространства), произносится о файле/ˈnæsə/).
Другим примером «системного» аргумента является частотный анализ, который рассматривает, сколько других английских слов используют твёрдое или мягкое произношение g, что аналогично исследованию Доу. После того, как Стив Уилхайт заявил, что мягкое произношение g является единственным правильным, в социальных сетях и прессе началась оживлённая дискуссия. В статье Кейси Чана для Gizmodo, утверждалось, что Уилхайт был неправ, потому что мягкая g, за которой следует if, должны писаться с буквой j, например, jiffy в названии компании автомобильных услуг Jiffy Lube и устойчивом выражении be back in the jiffy, а также название бренда арахисового масла Jif.
Ещё одним распространённым доводом, был аргумент, в котором цитировалось авторитетное лицо, обычно Уилхайт, как создатель формата файла. После того, как Уилхайт заявил о правильности мягкого произношения g, многие признали его авторитетом в произношении этого слова из-за того, что он создал этот формат изображений. Уилхайт является наиболее часто цитируемым человеком в области произношения GIF. Некоторые, в том числе Кейси Чан, цитировали президента США Барака Обаму, который поддержал вариант «гиф». Другие ссылались на различные словари или виртуальные ассистенты, такие как Siri, как на авторитетные источники для правильного произношения GIF.

### Опросы
Доля пользователей, которые поддержали каждый вариант произношения слова в анализе ван дер Мейлена
 Твёрдая g (57,2 %) Мягкая g (31,8 %) Оба варианта (предпочтение отдаётся мягкой g) (8,2 %) Произношение названия каждой буквы (2,8 %)
Опрос, проведённый Mashable в 2014 году среди более чем 30 000 человек по всему миру, показал, что семь из десяти опрошенных использовали твёрдую g. Ван дер Меулена проанализировал 899 статей, постов на Facebook, Reddit, видео на Youtube и так далее и пришёл к выводу, что в 57,2 % случаев предпочтение отдавалось твёрдому звуку, 31,8 % — мягкому, 8,2 % признавали оба варианта.
Опрос разработчиков на Stack Overflow показал, что 65,6 % респондентов предпочитают твердую g, в то время как 26,3 % используют мягкую, 6 % произносят каждую букву, а 2 % используют совсем другое произношение. Однако в анализе, проведенном журналом The Economist, утверждается, что различия в результатах были преувеличены из-за смещения выборки; в статье отмечается, что, хотя в странах, где в основном используется твёрдая буква g, проживает 45 % населения планеты, респонденты из этих стран составили 79 % выборки. Когда были внесены поправки на население каждой страны, анализ показал, что твёрдый g по-прежнему лидирует, хотя и с меньшим отрывом (от 44 % до 32 %) от мягкой g. Кроме того, благодаря этой корректировке популярность произношения каждой буквы в акрониме выросла до 21 %; этот вариант распространён в азиатских странах, где его используют половина китайских респондентов и 70 % южнокорейских респондентов. Развитые страны в целом склоняются к произношению с твёрдой g.

### Словари
| Словарь                        | Издание           | Язык               | Основное произн. | Альтернативное произн. | Ист.   |
| ------------------------------ | ----------------- | ------------------ | ---------------- | ---------------------- | ------ |
| Cambridge Dictionary           | Онлайн            | Америк. английский | /ɡɪf/            | —                      | [ 26 ] |
| Cambridge Dictionary           | Онлайн            | Британ. английский | /ɡɪf/            | —                      | [ 26 ] |
| Collins English Dictionary     | Двенадцатое, 2014 | Английский         | /ɡɪf/            | —                      | [ 27 ] |
| Dictionary.com                 | Онлайн            | Английский         | /dʒɪf/           | /ɡɪf/                  | [ 28 ] |
| Lexico                         | Онлайн            | Английский         | /ɡɪf/            | —                      | [ 29 ] |
| Merriam-Webster                | Онлайн            | Английский         | /ɡɪf/            | /dʒɪf/                 | [ 30 ] |
| New Oxford American Dictionary | Второе, 2005      | Америк. английский | /dʒɪf/           | —                      | [ 31 ] |
| Oxford Dictionary of English   | Третье, 2010      | Английский         | /dʒɪf/           | /ɡɪf/                  | [ 32 ] |
| American Heritage Dictionary   | Пятое, 2016       | Америк. английский | /ɡɪf/            | /dʒɪf/                 | [ 27 ] |
| Petit Robert                   | Онлайн            | Французский        | [ʒif]            | —                      | [ 8 ]  |
| Petit Larousse                 | Онлайн            | Французский        | [ʒif]            | —                      | [ 33 ] |
| Det Norske Akademis ordbok     | Онлайн            | Норвежский         | [gifː]           | —                      | [ 34 ] |

## Известные случаи

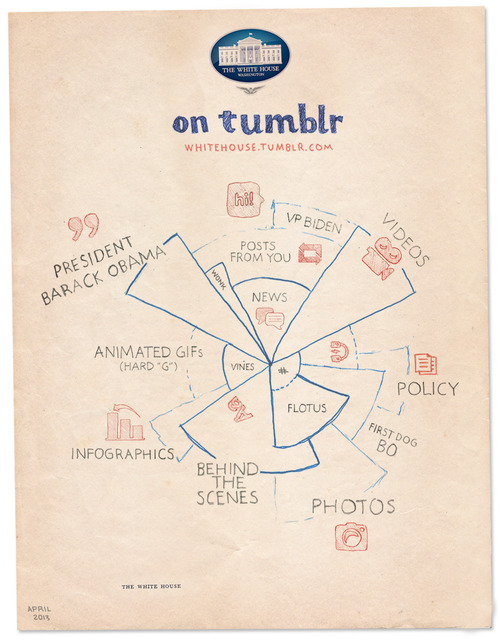
В аккаунте Белого дома на Tumblr была опубликована юмористическая инфографика, указывающая на то, что GIF следует произносить с твёрдой g

В мае 2013 года Уилхайт был удостоен награды за жизненные достижения на ежегодной церемонии премии Webby Awards, посвящённой выдающимся достижениям в интернете. Принимая награду, Уилхайт продемонстрировал слайд, на котором было написано пять слов заглавными буквами: «It's pronounced 'jif' not 'gif'» («Это произносится как „джиф“, а не „гиф“»): j здесь используется для обозначения мягкой g. После выступления Уилхайт сказал The New York Times: «Оксфордский словарь английского языка допускает оба варианта произношения. Они неправы. Это мягкое g... Конец истории».
Зрители, присутствовавшие на церемонии, положительно отреагировали на речь Уилхайт, но она вызвала споры в интернете, и некоторые комментаторы выступили против произношения с мягким звуком. Ван дер Мейлен отметил, что это «кажется, первый автор слова (или акронима, если быть более точным), который дал совет по использованию своего собственного творения». После выступления было опубликовано свыше 17 000 твитов, что сделало тему «GIF» одной из самых популярных, об этом случае было написано более 50 новостных статей. Три года спустя издание Columbia Journalism Review отметило, что этот эпизод, похоже, привёл к пику дискуссий. Бренд арахисового масла JIF ответил на твит с вопросом о том, как они себя чувствовали после выступления, прокомментировав это так: «We're nuts about him today» (игра слов: nuts — «орехи», а также «сумасшедший», дословно — «Мы без ума от него сегодня»). Семь лет спустя Jif продемонстрировала рекламный ход с платформой для размещения GIF-файлов Giphy. Две компании опубликовали совместное заявление, в котором утверждали, что в правильном произношении используется твёрдая буква g, и выпустили ограниченную серию баночек арахисового масла с надписью «GIF» вместо «JIF».
В октябре 2013 года газета The New York Times подверглась критике в социальных сетях за статью Сары Лайалл, которая начиналась словами: «GIF, произносится как „джиф“, — это сжатый формат графических файлов, изобретённый в 1987 году». В публикации была ссылка на более раннюю статью издания, посвящённую выступлению Уилхайта. В декабре 2013 года Алекс Требек, ведущий игрового шоу Jeopardy!, привлёк внимание СМИ, когда в финальной подсказке эпизода упоминалась презентация Уилхайта и его мнение о произношении. Требек зачитал ответы участников, используя мягкую g, когда в правильных ответах всех трех конкурсантов появилось слово «GIF». До этого Требек произносил каждую букву по отдельности, чтобы оставаться нейтральным.
В июне 2014 года Барак Обама, тогдашний президент США, в беседе с Дэвидом Карпом, основателем Tumblr, высказал мнение, что акроним следует произносить с твердой g. Майлз Кли из The Daily Dot обратил внимание на публикацию в апреле 2013 года в блоге Белого дома на Tumblr, которая содержала юмористическую инфографику с текстом «анимированные GIF (твёрдая g)».